# MetaDesign
Die MetaDesign GmbH mit Sitz in Berlin ist eine international tätige Markenberatung und auf die Bereiche Markenstrategie, Markendesign, Markenmanagement und Markeninnovation spezialisiert. Neben dem Sitz in Berlin ist die Beratung an sechs weiteren Standorten vertreten. Die MetaDesign GmbH ist Teil der Publicis Groupe, einem multinationalen Werbedienstleister und Medienkonzern mit Sitz in Paris, Frankreich.

## Geschichte
Die Meta Design GmbH wurde 1979 von Gerhard Doerrié, Florian Fischer, Dieter Heil und Erik Spiekermann in Berlin gegründet. 1990 gründeten Erik Spiekermann, Uli Mayer-Johanssen und Hans Christian Krüger die MetaDesign plus GmbH, aus der die MetaDesign AG entstand. Seit 2017 ist MetaDesign eine GmbH.
Im Sommer 2000 verließ Spiekermann aufgrund inhaltlicher Differenzen die Agentur. 2001 wurde die MetaDesign AG durch die Digitalagentur Lost Boys International (LBi) übernommen und gehört seit 2013 zur Publicis Groupe. Seit 2001 hat die MetaDesign GmbH ihren Stammsitz im sogenannten MetaHaus in Berlin-Charlottenburg.
Ab Mitte der 1980er Jahre war MetaDesign bei neuen Fahrgastinformationen der Berliner Verkehrsbetriebe (BVG) beteiligt, so bei der Einführung des umgestalteten Nachtbus-Liniennetzes. Anfang der 1990er Jahre entwickelte MetaDesign das Corporate Design und das Informations- und Leitsystem der BVG. Zu den von der MetaDesign AG betreuten Projekten gehören unter anderem das Corporate Design der Bundesregierung (1998–2001 eingeführt von der Werbeagentur Odeon Zwo), der Berliner Filmfestspiele, das Logo der Stadt Berlin und die Kampagnen zu den Ausstellungen Das MoMA in Berlin (2004), Die schönsten Franzosen kommen aus New York (2007) und Babylon. Mythos und Wahrheit (2008). Die MetaDesign AG ist Leadagentur für Markenführung von Volkswagen (seit 1993), Siemens (seit 2003) und Deutsche Telekom (seit 2014).

## Standorte
Das Unternehmen hat Standorte in Berlin, Düsseldorf, Lausanne, Zürich, Peking, New York, San Francisco und Shanghai.

## Auszeichnungen
Im Laufe des Bestehens hat die MetaDesign GmbH einige Auszeichnungen erhalten, unter anderem beim Red Dot Design Award, iF Design Award, Art Directors Club, European Design Award, D&AD oder den Designpreis der Bundesrepublik Deutschland.
Seit 1996 bzw. 1997 führt das Unternehmen auch die jährlichen Rankings der Fachzeitschriften Horizont und Page in Bezug auf die umsatzstärksten CD/CI-Agenturen Deutschlands an.